# Graphistemma
Graphistemma là chi thực vật có hoa trong họ Apocynaceae.